# 25143 Itokawa

Imagem em escala de cinza (preto e branco) de 25143 Itokawa como observado pela sonda Hayabusa, fornecida pela JAXA.

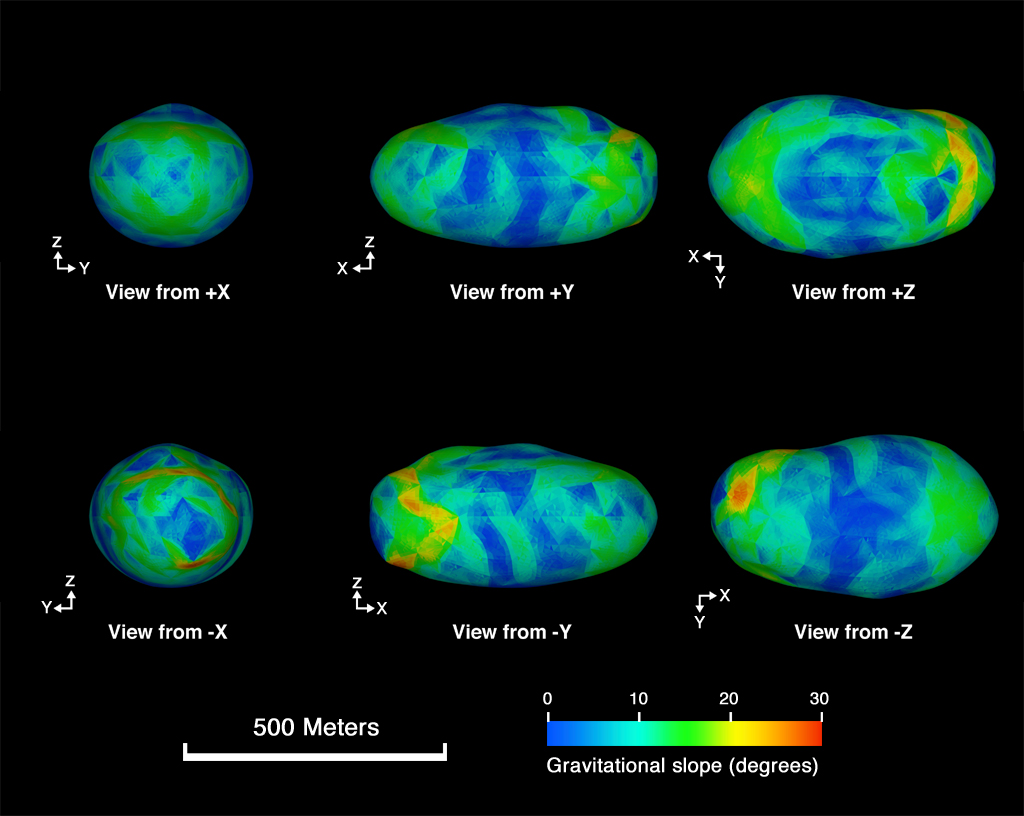
Gráficos sobre observações de radar de Goldstone e de Arecibo sobre o asteroide Itokawa

O asteroide 25143 Itokawa ou simplesmente Itokawa é um asteroide com órbita próxima a da Terra visitado pela sonda Hayabusa. O retorno da sonda em 2010 trouxe pela primeira vez amostras de um asteroide à Terra. As dimensões deste asteroide são de 535 m × 294 m × 209 m.
O asteroide 25143 Itokawa é um asteroide da família de Apollo e é também um asteroide que intercepta a órbita de Marte.
O Itokawa foi descoberto em 1998 pelo projeto denominado de LINEAR. Este asteroide recebeu este nome em honra a Hideo Itokawa, um cientista da área de foguetes espaciais japonês. O asteroide Itokawa possui um tipo espectral tipo S.

## Missão Hayabusa
A sonda japonesa Hayabusa chegou nas proximidades de Itokawa em 12 de setembro de 2005 e inicialmente permaneceu a uma distância de 20 km do asteroide. Mais tarde estacionou a apenas 7 km do asteroide. Em 20 de novembro a sonda pousou sobre o asteroide por 30 minutos, mas não teve sucesso em recolher amostras de solo. Em 25 de novembro, num segundo pouso, a sonda teve sucesso ao capturar amostras do asteroide.

## Nome de detalhes topográficos de sua superfície
Certas características topográficas de vulto deste asteroide foram nomeadas. Os nomes não são oficiais, mas eles foram escolhidos de acordo com as linhas estabelecidas pela International Astronomical Union. 
| Descrição do solo  | Tipo de terreno               | Motivo para o nome                  | Notas                                                                       |
| Mar das Sereias    | "Mar" de poeira               | Sereia da Mitologia grega           | Um trocadilho em relação ao nome original da sonda Hayabusa que era MUSES-C |
| Baia de Uchinoura  | Cratera possivelmente erodida | Centro Espacial de Uchinoura, Japão | Nomeado em relação a base de lançamento da sonda Hayabusa                   |
| Deserto de Woomera | Cratera possivelmente erodida | Woomera, Sul da Austrália           | Nomeada depois de escolhido como local de pouso da sonda                    |